# Tournoi des Cinq Nations 1911
Navigation
Tournoi 1910 Tournoi 1912
Le Tournoi des Cinq Nations 1911 se déroule du 2 janvier au 25 mars 1911 sur dix matches. Chacune des cinq nations affronte toutes les autres en deux rencontres à domicile et deux à l'extérieur. La France reçoit l'Écosse et le pays de Galles et se déplace en Angleterre et en Irlande.
Le pays de Galles remporte le Tournoi en battant ses quatre adversaires et ainsi réalise le premier Grand Chelem.
De son côté, la France remporte son premier match dans le Tournoi en disposant de l'Écosse à Paris et évite ainsi la Cuillère de bois qui revient à son adversaire du jour.

## Classement
| Rang | Nation         | J | V | N | D | PP | PC  | Δ   | Pts |
| ---- | -------------- | - | - | - | - | -- | --- | --- | --- |
| 1    | Pays de Galles | 4 | 4 | 0 | 0 | 78 | -21 | +57 | 8   |
| 2    | Angleterre (T) | 4 | 3 | 0 | 1 | 44 | -31 | +13 | 6   |
| 3    | Irlande        | 4 | 2 | 0 | 2 | 61 | -26 | +35 | 4   |
| 4    | France         | 4 | 1 | 0 | 3 | 21 | -92 | -71 | 2   |
| 5    | Écosse         | 4 | 0 | 0 | 4 | 43 | -77 | -34 | 0   |

|  | Vainqueur en 1911       |
|  | T Tenante du titre 1910 |

- Attribution des points de classement (Pts) :
2 points pour une victoire, 1 point en cas de match nul, rien pour une défaite.
- Le pays de Galles, vainqueur avec un Grand Chelem, a aussi les meilleures attaque et défense et réalise donc la plus grande différence de points.

## Les matches
Remarque
Barème des points de l'époque : l'essai vaut trois points, sa transformation deux points, une pénalité trois points et un drop quatre points.

### France - Écosse
| Score              | France 16 - 15 Écosse                                                                                   |
| Mi-temps           | (11 - 8)                                                                                                |
| Date               | Mardi 2 janvier 1911 Temps gris                                                                         |
| Heure              | 14 heures 40                                                                                            |
| Stade              | Stade du Matin, Colombes Bon terrain 8 000 spectateurs                                                  |
| Arbitre            | A Jones                                                                                                 |
| France             | 4 essais : Laterrade 26e Failliot 34e, 51e Peyroutou 36e 2/4 transformations : Descamps 26e, 51e        |
| Écosse             | 3 essais : Abercrombie 14e Munro 39e MacCallum 55e 1/3 transformation : Turner 39e 1 drop : Pearson 50e |
| Évolution du score | 0-3, 5-3, 8-3, 11-3, 11-8, mt, 11-12, 16-12, 16-15.                                                     |

Composition des équipes,
 France :
15. Combe (Stade français) 14. Failliot (Racing CF) 13. Burgun (Racing CF) 12. Francquenelle (SC Vaugirard) 11. Lane (Racing CF) 10. Laterrade (Stadoceste tarbais) 9. Peyroutou (CA Périgueux) 7. Legrain (Stade français) 8. Communeau  (VC Beauvais) 6. J Bavozet (FC Lyon) 5. Forgues (Aviron bayonnais) 4. Decamps (Racing CF) 3. Mounicq (Stade toulousain) 2. Mauriat (FC Lyon) 1. Guillemin (Racing CF).
 Écosse :
15. Tod 14. Robert C. Stevenson (en) 13. F Turner 12. Osler 11. Fraser 10. Munro  9. T Young 7. Sutherland 8. Abercrombie 6. Buchanan 5. Moodie 4. J Scott 3. Pearson 2. MacCallum 1. A Stevenson.
Remarques :
- Cette rencontre est l'occasion de la toute première victoire de la France dans un match international de rugby à XV.
- La France débute à quatorze : le trois-quart André Francquenelle, arrivé en retard au stade, n'entre qu'à 14 heures 44 sur le terrain.

### Pays de Galles - Angleterre
| Score          | Pays de Galles 15 - 11 Angleterre                                                             |
| Date           | Dimanche 21 janvier 1911                                                                      |
| Stade          | St Helen's, Swansea                                                                           |
| Arbitre        | J Gillespie                                                                                   |
| pays de Galles | Capitaine : B Trew 4 essais : R Gibbs I Morgan Pugsley B Spiller 1 pénalité : F Birt          |
| Angleterre     | Capitaine : J Birkett 3 essais : A Kewney A Roberts J Scholfield 1 transformation : D Lambert |

### Angleterre - France
| Score      | Angleterre 37 - 0 France                                                                                    |
| Date       | Dimanche 28 janvier 1911 Temps chaud et ensoleillé.                                                         |
| Stade      | Stade de Twickenham, Londres Terrain excellent 20 000 spectateurs                                           |
| Arbitre    | E Johns |
| Angleterre | 7 essais D Lambert 2 Mann C Pillman 2 A Stoop Wodehouse 5 transformations : Lambert 2 pénalités : D Lambert |
| France     | 0— |

Composition des équipes

 Angleterre :
15. S Williams 14. A Roberts 13. T Stoop 12. J Birkett  11. D Lambert 10. A Stoop 9. A Henniker-Gotley 7. A Kewney 8 J King 6. R Dibble 5. C Pillmann 4. B Brown 3. W Mann 2. N Wodehouse 1. L Haigh.
 France :
15. Dutour (Stade toulousain) 14. Lesieur (Stade français) 13. Burgun (Racing CF) 12. Varvier (Racing CF) 11. Charpentier (Stade français) 10. Peyroutou (CA Périgueux) 9. Laterrade (Stadoceste tarbais) 7. Duval (Stade français) 8. J Bavozet (FC Lyon) 6. Legrain (Stade français) 5. Forgues (Aviron bayonnais) 4. Communeau  (Stade français) 3. Mauriat 2. Mounicq (Stade toulousain) 1. Guillemin (Racing CF).

### Écosse - pays de Galles
| Score          | Écosse 10 - 32 Pays de Galles                                                                 |
| Date           | Samedi 4 février 1911                                                                         |
| Stade          | Inverleith, Édimbourg                                                                         |
| Arbitre        | I. Davidson Irlande                                                                           |
| Écosse         | 2 essais : Scott Turner 1 drop : Munro                                                        |
| Pays de Galles | 8 essais : Gibbs 3 Spiller 2 R. Thomas Williams 2 2 transformations : Dyke 2 1 drop : Spiller |

### Irlande - Angleterre
| Score      | Irlande 3 - 0 Angleterre |
| Date       | Samedi 11 février 1911   |
| Stade      | Lansdowne Road, Dublin   |
| Arbitre    | John Dallas              |
| Irlande    | 1 essai : T. Smyth       |
| Angleterre | 0—                       |

### Écosse - Irlande
| Score   | Écosse 10 - 16 Irlande                                                     |
| Date    | Samedi 25 février 1911                                                     |
| Stade   | Inverleith, Édimbourg                                                      |
| Arbitre | V. Cartwright                                                              |
| Écosse  | 2 essais : Angus Simson 1 drop : Munro                                     |
| Irlande | 4 essais : Adams Foster O'Callaghan Quinn 2 transformations : Hinton Lloyd |

### France - pays de Galles
| Score          | France 0 - 15 Pays de Galles                                  |
| Date           | Mardi 28 février 1911 Pluie fine                              |
| Stade          | Parc des Princes, Paris Bon terrain 20 000 spectateurs        |
| Arbitre        | W. Williams                                                   |
| France         | 0—                                                            |
| Pays de Galles | 3 essais : Morgan Owens Williams 3 transformations : Bancroft |

Composition des équipes

 France :
15. Varvier (Racing CF) 14. Failliot (Racing CF) 13. J Dedet (Stade français) 12. du Souich (SCUF) 11. Lane (Racing CF) 10. (o) Duval  (Stade français) 9. (m) Theuriet (SCUF) 7. Guillemin (Racing CF) 8. Duffour (Stadoceste tarbais 6. Mounicq (Stade toulousain) 5. Cadenat (SCUF) 4. Bavozet (FC Lyon) 3. Legrain (Stade français) 2. Mauriat (FC Lyon) 1. Forgues (Aviron bayonnais).
 Pays de Galles :
15. Bancroft 14. Gibbs 13. Spiller 12. Dyke 11. J Williams  10. Owen 9. Trew 7. I Morgan 8. D Thomas 6. Birch 5. H Evans 4. J Webb 3. G Travers 2. R Thomas 1. J Pugsley.

### Pays de Galles - Irlande
| Score          | Pays de Galles 16 - 0 Irlande                                                     |
| Date           | Samedi 11 mars 1911                                                               |
| Stade          | Arms Park, Cardiff                                                                |
| Arbitre        | F. Potter-Irwin                                                                   |
| Pays de Galles | 3 essais : T. Evans Gibbs Webb 2 transformations : Bancroft 1 pénalité : Bancroft |
| Irlande        | —                                                                                 |

### Angleterre - Écosse
| Score      | Angleterre 13 - 8 Écosse                                       |
| Date       | Samedi 18 mars 1911                                            |
| Stade      | Stade de Twickenham, Londres                                   |
| Arbitre    | T. Schofield                                                   |
| Angleterre | 3 essais : Birkett Lawrie Wodehouse 2 transformations : Lagden |
| Écosse     | 2 essais : Simson Sutherland 1 transformation : Cunningham     |

### Irlande - France
| Score   | Irlande 25 - 5 France                                                                           |
| Date    | Samedi 25 mars 1911 Beau temps                                                                  |
| Stade   | Mardyke, Cork Terrain magnifique 25 000 spectateurs                                             |
| Arbitre | C. Findlay                                                                                      |
| Irlande | 5 essais : Heffernan Jackson 2 C. O'Callaghan J. Quinn 3 transformations : Lloyd 1 drop : Lloyd |
| France  | 1 essai : Failliot 1 Transformation : Dutour                                                    |

Composition des équipes
 Irlande :
15. W Hinton 14. C O'Callaghan 13. A Foster 12. R Jackson 11. J Quinn 10. (o) R Lloyd 9. (m) M Read 7. C Adams 8. S Campbell 6. H Moore 5. George Hamlet 4. J Hefferman 3.T Halpin 2. R Graham 1. P Smyth

 France :
15. Dutour (Stade toulousain) 14. Failliot (Racing CF) 13. du Souich (SCUF) 12. J Dedet (Stade français) 11. Lesieur (Stade français) 10. (o) Duval (Stade français) 9. (m) Laterrade (Stadoceste tarbais) 7. Borchard (Racing CF) 8. Communeau (Stade français)  6. Legrain (Stade français) 5. Cadenat (SCUF) 4. Paoli (Stade français) 3. Mounicq (Stade toulousain) 2. Mauriat (FC Lyon) 1. Monier (Stade bordelais)